# П'єтро Леоне
П'єтро Леоне (італ. Pietro Leone, * 13 січня 1888, Массацца — † 4 лютого 1958) — італійський футболіст, півзахисник.
Відомий виступами за клуб «Про Верчеллі», а також національну збірну Італії.
П'ятиразовий чемпіон Італії. 

## Клубна кар'єра
У дорослому футболі дебютував 1908 року виступами за команду клубу «Про Верчеллі», кольори якої і захищав протягом усієї своєї кар'єри гравця, що тривала шість років. За цей час п'ять разів виборював титул чемпіона Італії.

## Виступи за збірну
1911 року дебютував в офіційних матчах у складі національної збірної Італії. Протягом кар'єри у національній команді, яка тривала 4 роки, провів у формі головної команди країни 9 матчів. У складі збірної був учасником футбольного турніру на Олімпійських іграх 1912 року у Стокгольмі.

## Титули і досягнення
- Чемпіон Італії (5):

«Про Верчеллі»:  1908, 1909, 1910–11, 1911–12, 1912–13